# Zawisłość sprawy
Zawisłość sprawy, litispendencja (łac. lis pendens) – sytuacja, w której dana sprawa jest aktualnie rozpatrywana przed właściwym do tego organem. Postępowanie jest w toku. 
Zawisłość przed jednym sądem wyłącza możliwość rozpatrywania tej samej sprawy przez inny sąd. Zasada ta znajduje zastosowanie zarówno w postępowaniach karnych i cywilnych, jak również w prawie międzynarodowym (np. gdy skargą zajmuje się Komitet Praw Człowieka, nie można wnieść sprawy do Europejskiego Trybunału Praw Człowieka).
Wg art. 192 k.p.c. z chwilą doręczenia pozwu nie można w toku sprawy wszcząć pomiędzy tymi samymi stronami nowego postępowania o to samo roszczenie. Wg art. 199 § 1 pkt 2 sąd odrzuci pozew, jeżeli o to samo roszczenie pomiędzy tymi samymi stronami sprawa jest w toku albo została już prawomocnie osądzona. Wg art. 379 pkt 3 zachodzi nieważność postępowania, gdy o to samo roszczenie między tymi samymi stronami toczy się sprawa wcześniej wszczęta albo jeżeli sprawa taka została już prawomocnie osądzona. 
Wg art. 17 § 1 k.p.k nie wszczyna się postępowania, a wszczęte umarza, gdy postępowanie karne co do tego samego czynu tej samej osoby zostało prawomocnie zakończone albo wcześniej wszczęte toczy się.